# Sciota rhenella
Sciota rhenella là một loài bướm đêm thuộc họ Pyralidae. Nó được tìm thấy ở châu Âu.
Sải cánh dài 22–24 mm. Con trưởng thành bay làm một đợt từ tháng 5 đến tháng 8 .
Sâu bướm ăn các loài dương.